# Pèlerinage au pays d'Évangéline
En 1887 et 1888, l'abbé Henri-Raymond Casgrain publia Pèlerinage au pays d'Évangéline et une série de documents acadiens trouvés en France; ce livre eut un grand impact sur la population, dû à son style et au fait qu'il s'appuyait sur des faits historiques.